# قسط عاري الساق
قسط عاري الساق (الاسم العلمي:Costus nudicaulis) هو نوع من النباتات يتبع جنس القسط من الفصيلة القسطية.